# Cyclolabus linycops
Cyclolabus linycops är en stekelart som beskrevs av Heinrich 1975. Cyclolabus linycops ingår i släktet Cyclolabus och familjen brokparasitsteklar. Inga underarter finns listade i Catalogue of Life.